# Lucilia mexicana
Lucilia mexicana är en tvåvingeart som beskrevs av Macquart 1843. Lucilia mexicana ingår i släktet Lucilia och familjen spyflugor. Inga underarter finns listade i Catalogue of Life.